# Xylotrechus brevicornis
Xylotrechus brevicornis är en skalbaggsart som beskrevs av Francis Polkinghorne Pascoe 1869. Xylotrechus brevicornis ingår i släktet Xylotrechus och familjen långhorningar.
Artens utbredningsområde är Sarawak. Inga underarter finns listade i Catalogue of Life.